# Statlig lönegaranti
Statlig lönegaranti är en svensk statlig garanti som garanterar att anställda inte ska fara illa om deras arbetsgivare går i konkurs eller genomgår en rekonstruktion. Genom lönegarantin kan de anställda få ut ersättning för obetalda löner, semesterersättning och uppsägningslön upp till ett visst maxbelopp, vilket skapar en trygghet för arbetstagare i ekonomiskt osäkra situationer.
Den är begränsad till högst 4 prisbasbelopp (totalt 229 200 kronor 2024). Det vanligaste är att staten ersätter 3 månadslöner samt ev semesterersättning för anställda som ej fått sin lön på grund av konkurs. Dock räknas inte andra utgifter en anställd själv kan ha lagt ut för ett företag man är anställd in i detta. Exempel på det kan vara diverse inköp, drivmedel, resekostnader såsom övernattning på hotell eller dylikt. En anställd som har större fordran än så får endast ut den överskjutande delen om det finns pengar över till det i konkursboet och då i den turordning som bestäms av reglerna för  förmånsrätt av konkursförvaltaren eller en advokat. Turordningen innefattar alla som har en fordran på företaget då konkursen är ett faktum tex leverantörer, anställda, skatteverket osv.
Vid konkurs lämnar konkursförvaltaren en anmälan för lönegaranti till Skatteverket som betalar ut pengarna till berörda parter. En anställd kan max få 3 månadslöner + semesterersättning för en konkurs som har inträffat som längst 6 månader bakåt i tiden.

## Ansökan om statlig lönegaranti
För att ansöka om statlig lönegaranti behöver den anställde först anmäla sina fordringar till konkursförvaltaren, som i sin tur lämnar in ansökan till Skatteverket. Ansökan måste innehålla relevanta dokument, såsom anställningsavtal, lönespecifikationer och eventuella andra underlag som styrker de obetalda lönerna. Skatteverket granskar sedan underlaget och betalar ut pengarna om ansökan godkänns. Det är viktigt att vara noggrann med att ansökan lämnas in i tid, eftersom försenade ansökningar kan leda till att lönegarantin inte utbetalas.